# Zahara
Bulelwa Mkutukana (East London, 9 de novembro de 1988 – Joanesburgo,  11 de dezembro de 2023), mais conhecida por seu nome artístico Zahara, foi uma cantora, compositora e performer sul-africana.  Ela foi bem recebida desde seu primeiro álbum, Loliwe, lançado em 2011. Em 1 de maio de 2012, na cerimônia do South African Music Awards, ela ganhou oito prêmios, incluindo Melhor Artista Feminina e Álbum do Ano. Ela canta em xhosa, assim como em inglês.

## Biografia
Zahara nasceu como Bulelwa Mkutukana no campo de Phumlani, perto de East London, no Cabo Oriental, na África do Sul, onde mora com seus pais, Nokhaya e Mlamli Mkutukana. Ela é a sexta de sete filhos e se interessa por cantar desde a infância. Seu nome artístico significa "flor desabrochando".[carece de fontes?]
Seu álbum de estreia, Loliwe, foi lançado em 2011, produzido por Robbie Malinga. A primeira edição esgotou em 72 horas, e 19 dias depois o álbum alcançou platina dupla na África do Sul, ultrapassando 100 000 vendas. Isso a torna a segunda musicista do povo Xhosa a atingir esse número em tempo recorde, depois de Brenda Fassie. Ela lançou seu primeiro DVD ao vivo com LeRoy Bell, seu concorrente no programa The X Factor. Este DVD ganhou disco de platina (pelos padrões estabelecidos pela indústria fonográfica sul-africana) em um dia.[carece de fontes?]
Em 1 de maio de 2012, no South African Music Awards, ela ganhou oito prêmios, incluindo Melhor Artista Feminina e Álbum do Ano. No mesmo ano, ela também foi premiada com o Kora Awards. Ela se torna embaixadora do Hospital Infantil Nelson Mandela.
Phendula é um novo álbum de estúdio, lançado pela TS Records em 13 de setembro de 2013. A produção do álbum é maioritariamente assegurada por Robbie Malinga, novamente, e Mojalefa Thebe. Inclui notavelmente entre os artistas convidados Ladysmith Black Mambazo, e entre os títulos mais notórios Phendula e Impilo.

## Morte
Zahara morreu em 11 de Dezembro de 2023, vítima de doença. A família da intérprete de Loliwe já havia revelado que a cantora enfrentava problemas de saúde, anunciando que ela estava hospitalizada e em estado crítico.

## Estilo
Sua música é geralmente considerada Afro-soul. Ela cantava em sua língua materna, xhosa, e em inglês. Sua música foi descrita como uma mistura entre os estilos popularizados por Tracy Chapman e India.Arie.

## Discografia
- Loliwe (2011)
- O começo ao vivo (2012)
- Nelson Mandela (2013)
- Fendula (2013)
- Garota do Campo (2015)

## Prêmios e indicações
| Ano  | Evento                                 | Prêmio                                    | Obra                                                                          | Resultado | Referência    |
| ---- | -------------------------------------- | ----------------------------------------- | ----------------------------------------------------------------------------- | --------- | ------------- |
| 2014 | African Muzik Magazine Awards          | Melhor Artista Feminina na África Austral |                                                                               | Venceu    | [ 10 ]        |
| 2014 | 20th Annual South African Music Awards | Álbuns mais vendidos                      | Phendula                                                                      | Venceu    | [ 11 ]        |
| 2014 | 20th Annual South African Music Awards | Artista Feminina do Ano                   | Phendula                                                                      | Venceu    | [ 11 ]        |
| 2014 | 20th Annual South African Music Awards | Melhor Música RnB, Soul ou Reggae         | Phendula                                                                      | Indicado  | [ 12 ]        |
| 2014 | Metro FM Music Awards                  | Melhor Álbum Pop Africano                 | Phendula                                                                      | Indicado  | [ 13 ]        |
| 2014 | Metro FM Music Awards                  | Melhor Artista Feminina                   |                                                                               | Indicado  | [ 13 ]        |
| 2014 | Metro FM Music Awards                  | Canção do Ano                             | Phendula                                                                      | Indicado  | [ 13 ]        |
| 2013 | Nigeria Entertainment Awards           | Artista Sul-Africana do Ano               |                                                                               | Venceu    | [ 14 ]        |
| 2013 | 19th Annual South African Music Awards | Melhor Colaboração                        | Thetha Nami (Riot featuring Zahara)                                           | Venceu    | [ 15 ]        |
| 2013 | 19th Annual South African Music Awards | Melhor Colaboração                        | Hold On (Bambelela) (Zahara featuring LeRoy Bell and the Soweto Gospel Choir) | Indicado  | [ 16 ]        |
| 2013 | 19th Annual South African Music Awards | melhor dvd ao vivo                        | The Beginning Live                                                            | Indicado  | [ 16 ]        |
| 2013 | 19th Annual South African Music Awards | Registro do ano MTN SAMA                  | Umthwalo                                                                      | Indicado  | [ 16 ]        |
| 2013 | 19th Annual South African Music Awards | Ring-Back-Tone mais vendido               | "Loliwe"                                                                      | Venceu    |               |
| 2012 | Kora Awards                            | Melhor Artista Feminina na África Austral | "Loliwe"                                                                      | Venceu    | [ 5 ]         |
| 2012 | Channel O Music Video Awards           | Melhor videoclipe feminino                | "Loliwe"                                                                      | Venceu    | [ 17 ]        |
| 2012 | 18th Annual South African Music Awards | Melhor Álbum de Música Urbana e Suave     | Loliwe                                                                        | Venceu    | [ 18 ]        |
| 2012 | 18th Annual South African Music Awards | Melhor colaboração                        | Incwad' Encane (Zahara featuring Georgie Munetsi)                             | Venceu    | [ 18 ]        |
| 2012 | 18th Annual South African Music Awards | Álbuns mais vendidos                      | Loliwe                                                                        | Venceu    | [ 18 ]        |
| 2012 | 18th Annual South African Music Awards | Novo Artista do Ano                       | Loliwe                                                                        | Venceu    | [ 18 ]        |
| 2012 | 18th Annual South African Music Awards | Artista Feminina do Ano                   | Loliwe                                                                        | Venceu    | [ 18 ]        |
| 2012 | 18th Annual South African Music Awards | Álbum do ano                              | Loliwe                                                                        | Venceu    | [ 18 ]        |
| 2012 | 18th Annual South African Music Awards | Download mais vendido do ano              | Loliwe                                                                        | Venceu    | [ 19 ]        |
| 2012 | 18th Annual South African Music Awards | Remix do ano                              | Lengoma (DJ Sbu featuring Zahara)                                             | Venceu    | [ 19 ]        |
| 2012 | Hip Hop World Awards (The Headies)     | Artista Africana do Ano                   | Loliwe                                                                        | Indicado  | [ 20 ]        |
| 2011 | Metro FM Music Awards [A]              | Melhor Álbum Produzido                    | Loliwe                                                                        | Indicado  | [ 21 ] [ 22 ] |
| 2011 | Metro FM Music Awards [A]              | Melhor Álbum Feminino                     | Loliwe                                                                        | Venceu    | [ 21 ] [ 22 ] |
| 2011 | Metro FM Music Awards [A]              | Melhor Novo Artista                       |                                                                               | Indicado  | [ 21 ] [ 22 ] |
| 2011 | Metro FM Music Awards [A]              | Canção do Ano                             | Loliwe                                                                        | Venceu    | [ 21 ] [ 22 ] |
| 2011 | Metro FM Music Awards [A]              | Hit Single do Ano                         | Lengoma (DJ Sbu featuring Zahara)                                             | Venceu    | [ 21 ] [ 22 ] |
| 2011 | Feather Awards                         | Músico (Zakes Bantwini e Zahara)          |                                                                               | Venceu    | [ 23 ]        |

Nota: Os Metro FM Music Awards não foram entregues em 2012 devido ao reposicionamento. A cerimônia de premiação ocorreu em 2013.